# Aldridge
Aldridge è una località di 25 200 abitanti della contea delle West Midlands, in Inghilterra, fino al 1974 comune insieme a Brownhills.